# Cisolok (plaats)
Cisolok is een bestuurslaag in het regentschap Sukabumi van de provincie West-Java, Indonesië. Cisolok telt 8452 inwoners (volkstelling 2010).